# Those Amazing Animals
Those Amazing Animals (traducida la español como Esos asombrosos animales), fue un programa de televisión estadounidense, emitido por la American Broadcasting Company entre el 24 de agosto de 1980 y el 23 de agosto de 1981. Se trata de un spin-off de That's Incredible!.

## Presentadores
Estuvo presentado por el actor Burgess Meredith, acompañado por Priscilla Presley y Jim Stafford.

## Formato
El programa consistía en una sucesión de videos y aclaraciones en plató sobre los hábitos, a veces extravagantes, del reino animal.

## El programa en España
Se emitió por La 1 de TVE las mañanas de los sábados desde marzo de 1982. Los actores de doblaje fueron Rafael de Penagos (Meredith) y María Antonia Rodríguez (Prestley).